# Gobernante maya

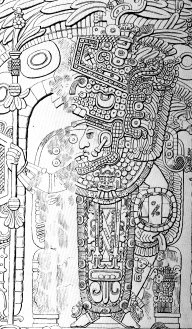
Pacal II fue un ejemplo de gobernante que cumplía con los "estándares" de un gobernante maya.

Los reyes mayas eran los centros de poder de la civilización maya. Cada ciudad-estado maya estaba controlada por una dinastía de reyes. La posición de rey generalmente era heredada por el hijo mayor.

## Símbolos de poder
Los reyes y reinas mayas sintieron la necesidad de legitimar su reclamo de poder. Una de las formas de hacer esto era construir un templo o pirámide. El Templo Tikal I es un buen ejemplo. Este templo fue construido durante el reinado de Yikʼin Chan Kʼawiil. Otro rey llamado Kʼinich Janaabʼ Pakal llevaría a cabo más tarde esta misma demostración de poder al construir el Templo de las Inscripciones en Palenque. El Templo de las Inscripciones todavía se alza hoy entre las ruinas de Palenque, como el símbolo supremo de influencia y poder en Palenque.

## Sucesión
Los reyes mayas cultivaron personajes divinos. Cuando un gobernante murió y no dejó heredero al trono, el resultado fue generalmente guerra y derramamiento de sangre. El precursor del rey Pacal, Pacal I, murió en el campo de batalla. Sin embargo, en lugar de que el reino estalle en el caos —la ciudad de Palenque, una capital maya en el sur de México— invitó a un joven príncipe de una ciudad-estado diferente. El príncipe tenía solo doce años.

## Expansión
Pacal y sus predecesores no solo construyeron elaborados templos y pirámides. Expandieron su ciudad-estado en un próspero imperio. Bajo Yikʼin Chan Kʼawiil, Tikal conquistó Calakmul y las otras ciudades alrededor de Tikal, formando lo que podría denominarse una súper ciudad-estado. Pacal logró crear un importante centro de poder y desarrollo.

## Responsabilidades
Se esperaba que un rey maya fuera un excelente líder militar. A menudo realizaba incursiones contra ciudades-estado rivales. Los reyes mayas también ofrecieron su propia sangre a los dioses. También se esperaba que los gobernantes tuvieran una buena mente para resolver los problemas que podría enfrentar la ciudad, incluidas la guerra y las crisis alimentarias.
Se esperaba que los reyes mayas se aseguraran de que los dioses recibieran las oraciones, alabanzas y atención que merecían y que reforzaran su linaje divino. Lo hicieron mostrando rituales públicos como procesiones por las calles de sus ciudades. Un ritual más privado fue el de sacrificio de sangre, realizado por los Lores y sus esposas.